# 大草原の渡り鳥
『大草原の渡り鳥』（だいそうげんのわたりどり）は、1960年10月12日に公開された日本の映画である。監督は齋藤武市。主演は小林旭、日活制作渡り鳥シリーズ第5弾。

## 概要
北海道の網走や釧路を舞台として、飛行場を立てるためにアイヌ集落を潰そうとする組織に元刑事の滝伸次が立ち向かう。

## あらすじ
滝伸次と越谷信夫という少年は、摩周湖の尾根に沿って釧路を目指していた。信夫の母・和枝を訪ねて来た伸次は、釧路に着いたその夜、和枝がマダムを務めるキャバレー「ブラック・ベア」へ向かった。和枝は上司の高堂とともに出張中だった。高堂は東京から直行する旅客機を受け入れられる飛行場の建設を計画していた。そのためには邪魔なアイヌの集落を撤去しなければならなかった。高堂のアイヌ集落への攻撃は日に日に激しさを増した。アイヌの村を守ることを決意した伸次と順子。アイヌの村を管轄する清里硫黄精錬所に、刺客のような男がやって来た。高堂は清里に貸した200万円を取りに来た。伸次は暴力的な政を止めた。その時、信夫は失踪した。信夫は「優しい叔母さんがいたのに…」と和枝が母親であることを知らずに過ごしていたという。返済金の回収が困難になってきた。伸次は信夫の養育費として受け取った200万円を清里に差し出した。清里の息子・茂はその金で「ブラックベアー号」に乗り込んだ。
彼はギャンブル場に連れて行かれ、すぐに気を失った。そこに伸次がやって来た。伸次は政に勝利した。伸次のギャンブルは詐欺だった。政はそれを知っていたが、勝利を認めた。高堂はアイヌの村の祭りに来ていた伸次と信夫を硫黄精錬所に誘い込み、その隙に村を焼き払う計画を立てていた。祭りの夜、アイヌの村は火の海と化した。ノブオは硫黄精錬所の廃鉱山に連れて行かれた。伸次は拳銃を持って廃坑に立っていた。茂は後ろから狙っていたが、一瞬振り向いて撃った。伸次と政が高堂を殴った。パトカーが近づくと政が「7年前の○○銀行強盗は俺一人だと言われているが、実はあの野郎が主犯だ」と言い、高堂の腕には手錠がかけられていた。 ――伸次は信夫を順子に託し、再び旅に出た。

## キャスト
- 滝伸次：小林旭
- ハートの政：宍戸錠
- 清里順子：浅丘ルリ子
- セトナ：白木マリ(白木万理)
- 清里茂：木浦佑三
- ラッコの鉄：垂水悟郎
- 越谷信夫：江木俊夫
- 清里大造：佐々木孝丸
- 倉井：弘松三郎
- ニセコ：木下雅弘
- サブ：黒田剛

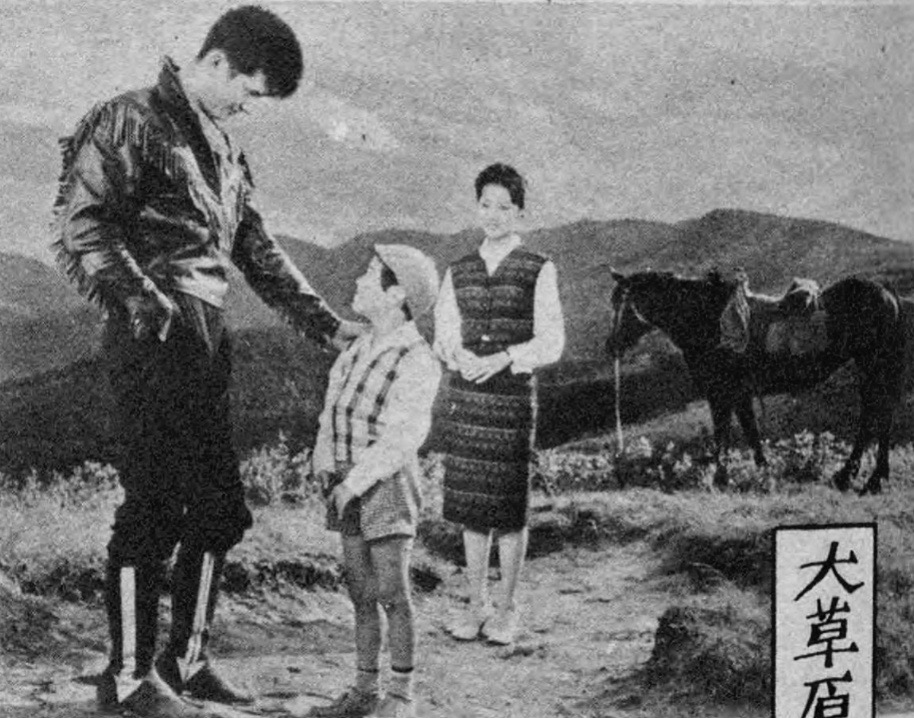
小林旭、江木俊夫、浅丘ルリ子

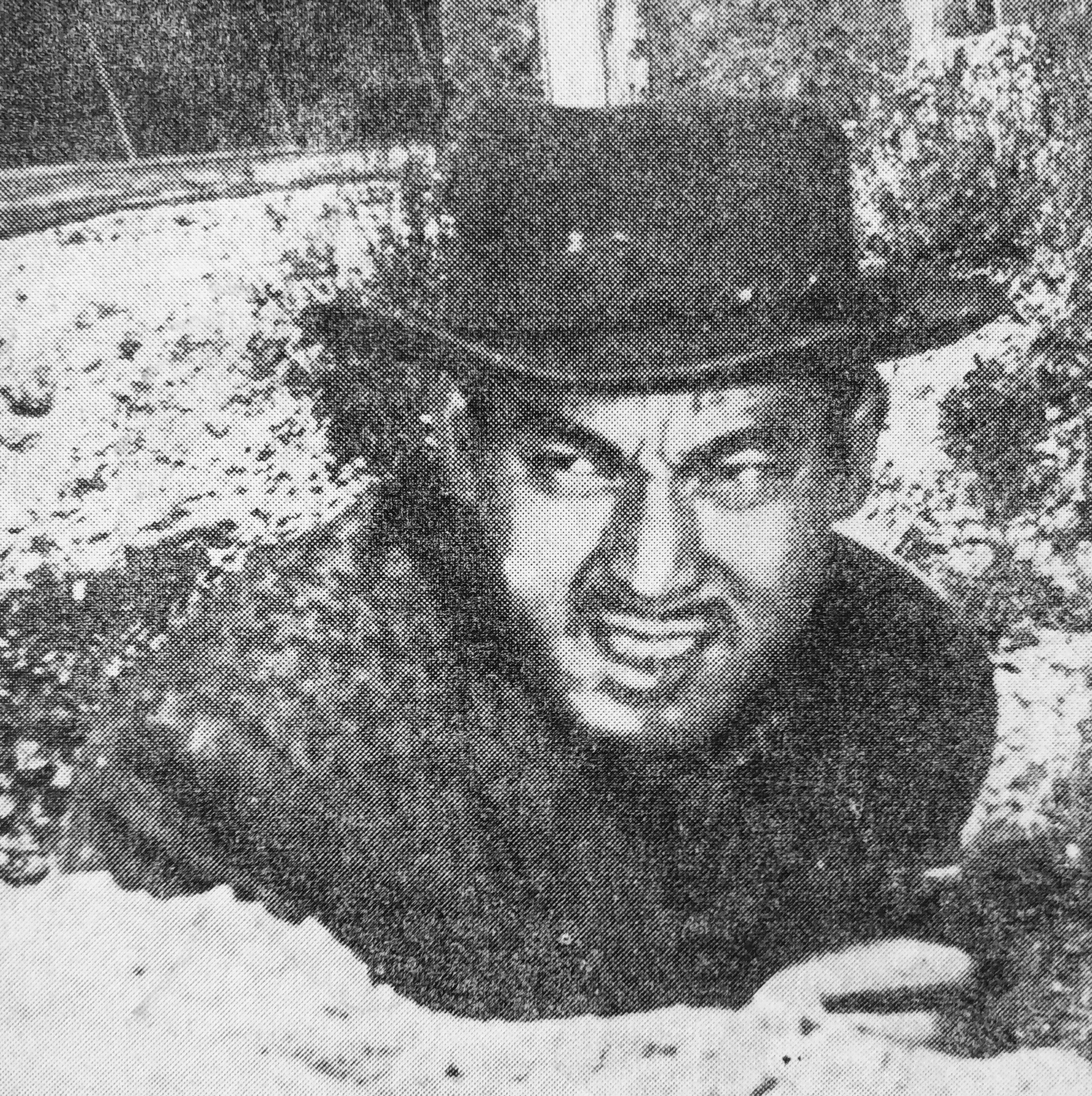
宍戸錠

- アイヌの長老・篠川：河上信夫(河上喜史朗)
- 高堂の子分：青木富夫
- ロク：矢頭健助(矢頭健男)
- 道北銀行帯広支店の支店長 ：雪丘恵介
- アイヌの老婆：相馬幸子
- アイヌの青年：野呂圭介
- 清里精錬所の従業員： 島村謙二(島村謙次)
- 高堂の子分：渡井嘉久雄(渡井嘉久夫)
- ヤス：瀬山孝司
- 高堂の子分：沢美鶴
- アイヌの青年：川村昌之
- 清里精錬所の従業員：光沢でんすけ(光でんすけ)
- 和菓子屋『柳月』の主人： 紀原耕(紀原土耕)
- アイヌの娘：千代郁子、五十嵐久子
- アイヌの女：田村茂子
- アイヌの娘：清水千代子
- アイヌの女：林浩子(林泰江)、高山千草
- アイヌの青年：岡村佶、糸賀晴雄
- 熊祭で歌うアイヌの青年：伊藤久男
- ブラックベアーの歌手：松岡ゆき
- フラメンコダンサー：三條万里子、中村友武、江川明
- 技斗：高瀬将敏
- 和枝：南田洋子
- 高堂：金子信雄

## スタッフ
- 監督：齋藤武市
- 脚本：山崎巌、大川久男
- 企画：児井英生
- 原作：原健太郎
- 音楽：小杉太一郎